# Лима, Эверсон
Эверсон Алан да Лима (порт.-браз. Éverson Alan da Lima; 1 июля 1986, Сорокаба, Сан-Паулу, Бразилия; более известен как просто Эверсон) — бразильский футболист, защитник.

## Карьера
Воспитанник футбольного клуба «Жувентус» (Сан-Паулу). В период с 2008 по 2010 года играл в Европе в командах «Таршин Рэйнбоус» (Мальта) и «Динамо» (Ческе-Будеёвице, Чехия). В 2011 году вернулся в Бразилию. На родине играл в командах «Монти-Азул», «Икаса», «Ред Булл Бразил» (Кампинас), «Волта-Редонда», «Паулиста» и «Атлетико Сорокаба».
Летом 2014 года вернулся в Европу, где заключил контракт с украинским клубом «Говерла». Эверсон сыграл за ужгородский клуб всего в двух матчах (один из них — в Кубке, где бразилец получил жёлтую карточку) и трижды был в заявке команды на игру. Единственный матч в украинской Премьер-лиге сыграл 27 июля 2014 года против львовских «Карпат». На второй круг сезона 2014/15 футболист заявлен не был. Эверсон не изъявил желания оставаться на Украине без игровой практики и с задолженностью по зарплате. Контракт был расторгнут по соглашению сторон.
14 июля 2015 года вернулся в «Динамо Ческе-Будеёвице», подписав однолетний контракт.